# Куницька Олена Вікторівна
Куницька Олена Вікторівна (нар. 20 липня 1991) — українська самбістка, срібна призерка літньої Універсіади у Казані.

## Біографія

### Універсіада 2013
На літній Універсіаді, яка проходила з 6-о по 17-е липня у Казані, Олена предсталяла Україну у самбо у ваговій категорії до 48 кг. та завоювала срібну нагороду. Українка провела чотири сутички. Спочатку вона поборола італійку Валентіну Ґноччі — 14:0. Після цього у чвертьфіналі з рахунком 3:1 здолала Кенжезару Кашкинову з Казахстану. Далі був важкий півфінал з монголкою Чантсалдулам Джагварал. Цю спортсменку наша самбістка здолала технічною перемогою. У фіналі Куницьку чекала росіянка Олена Бондарева, цього разу сильнішою була суперниця — 6:0.

## Державні нагороди
- Орден княгині Ольги III ст. (25 липня 2013) — за досягнення високих спортивних результатів на XXVII Всесвітній літній Універсіаді в Казані, виявлені самовідданість та волю до перемоги, піднесення міжнародного авторитету України[3]